# Markus Bayer
Markus Bayer (* 12. Juni 1984) ist ein ehemaliger deutscher Tennisspieler. Als Junior gewann er die Doppelkonkurrenz der French Open.

## Karriere
Bayer gewann als 14-Jähriger die deutschen Jugendmeisterschaften.
Auf der ITF Junior Tour spielte er ab 2000. 2002 gehört er dort zu den besten Spielern. In Wimbledon und bei den US Open erreichte er im Einzel das Achtelfinale. Bei Turnieren der zweithöchsten Turnierkategorie Grade 1 unterlag er in dieser Zeit zweimal erst im Finale gegen die späteren Topspieler Gaël Monfils und Jo-Wilfried Tsonga. In der Jugend-Rangliste erreichte er im Einzel Platz 21. Bei den Grand-Slam-Turnieren im Doppel war Bayer erfolgreicher. 2001 zog er an der Seite von Philipp Petzschner ins Endspiel der French Open ein. Ein Jahr später gelang der Paarung bei nur einem Satzverlust der Wiedereinzug ins Finale, wo sie ihre Gegner Ryan Harry und Todd Reid besiegten. Es war der erste deutsche Junioren-Doppeltitel bei den French Open. Kurz darauf stieg Bayer auf Platz 3 der Doppel-Rangliste.
Bei den Profis spielte Bayer sein erstes Turnier 2001 auf der drittklassigen ITF Future Tour. In der Folge gelang ihm aber nicht der Durchbruch. Im Einzel schaffte er bei keinem seiner Turnierteilnahmen weiter als das Viertelfinale zu kommen. Im Doppel schaffte er es zweimal in ein Future-Endspiel und war dort einmal siegreich. In Zell am Hamersbach zog er im Doppel einmal in ein Halbfinale auf der ATP Challenger Tour ein. 2003 stand er im Einzel am höchsten in der Weltrangliste mit Rang 669. Im Doppel ging es mit Platz 503 im Jahr 2004 noch etwas höher. 2005 spielte er das letzte Mal regelmäßig Turniere, 2007 kehrte er für zwei Turniere noch einmal zurück. Am Anfang seiner Karriere spielte er auch in den Tennis-Bundesligen, später wieder in regionalen Ligen. 2014 kehrte er zu seinem Heimatverein TC Schönberg-Freiburg zurück, wo er anfangs von Uli Hanser entdeckt wurde.